# Melittia chrysogaster
Melittia chrysogaster is een vlinder uit de familie van de wespvlinders (Sesiidae), onderfamilie Sesiinae.
Melittia chrysogaster is voor het eerst wetenschappelijk beschreven door Francis Walker in 1865. De soort komt voor in het Oriëntaals gebied.